# شارل گارنیه
 شارل گارنیه (انگلیسی: Charles Garnier؛ ۶ نوامبر ۱۸۲۵ – ۳ اوت ۱۸۹۸) معمار اهل فرانسه بود.
وی همچنین برنده جوایزی همچون جایزه بزرگ رم شده است.